# John Readhead and Sons
John Readhead and Sons war eine Werft im  West Dock von South Shields (North East England).

## Geschichte

### Lawe Yard
Nachdem John Readhead bis zum Alter von 32 Jahren als Mühlenbauer gearbeitet hatte, begann er, auf der Lawe Werft von Thomas Marshall als Schiffbauer zu arbeiten, und blieb hier für fünfzehn Jahre.
Am 1. März 1865 gründete John Readhead zusammen mit seinem Partner John Softley die Werft Readhead & Softley. Die ehemalige Werft C. Rennoldson lag unweit der Lehrwerft Readheads im The Lawe genannten Teil des Hafens von South Shields. Die ersten Schiffe waren eine Collier-Brigg und ein eiserner Schraubendampfer. Schon im Oktober 1866 lief die mit 370 Tonnen vermessene Bark Lizzie Leslie mit der Baunummer 12 vom Stapel, sie war das erste Schiff, welches vom Lloyd’s Register of Shipping mit 100A1 klassifiziert wurde. Der 1870 hier entstandene Dampfschlepper Washington wurde bis 1952 auf dem Tyne benutzt und erwies sich damit, wie auch andere Readhead-Schiffe, als äußerst langlebig. Nach 87 gebauten Schiffen trennen sich Readhead und Softley 1872 und Readhead führt die Werft alleine fort.

### West Yard

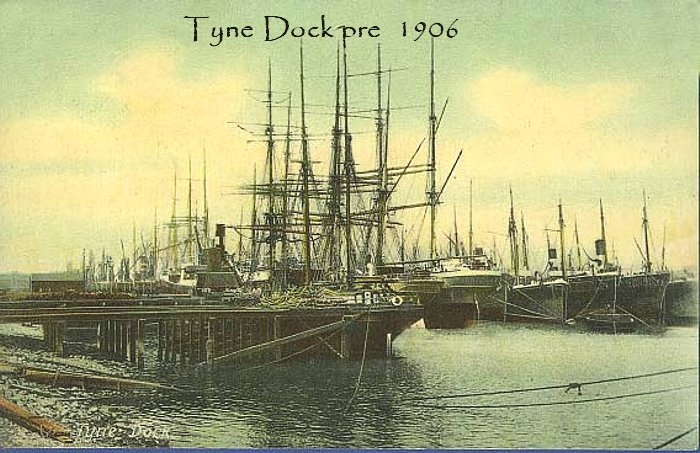
Blick auf die Tyne Docks

1881 zog John Readheads Betrieb flussaufwärt zum Tyne Dock in den Westteil des Hafes von South Shields, da seine Lawe-Werft zu klein wurde. Der Umzug auf das West Yard Gelände hing unter anderem mit der langjährigen Zusammenarbeit mit Edward Hain aus St Ives in Cornwall zusammen, der in 84 Jahren insgesamt 87 Trampschiffe auf Readheads Lawe Yard und später West Yard bestellte, was sicherlich als eine der haltbarsten Verbindungen zwischen einer Werft und einem Schiffseigner angesehen werden kann.
Als Readhead am 9. März 1894 im Alter von 76 Jahren starb, führten seine vier Söhne James, Robert, John und William den Familienbetrieb fort. James leitete die Werft und Robert den Maschinenbau der Werft mit 1300 Beschäftigten. 1909 wurde das Unternehmen zur Aktiengesellschaft John Readhead and Sons umgeformt, dessen Stammkapital von £300.000 Pfund von den vier Readhead-Brüder gehalten wurde.

### Erster Weltkrieg und Weltwirtschaftskrise
Zu Beginn des Ersten Weltkriegs beschäftigte Readhead zwischen 1500 und 1800 Arbeiter. Während des Krieges baute die Werft unter der Kontrolle der britischen Admiralität zwanzig Trampschiffe, darunter sechs WAR Typ "B" Schiffe. Auch der einzige seegängige Tanker der Werftgeschichte, die Oletta wurde so erstellt. 1917 wurde die Hain-Reederei von P&O übernommen, welche ihre Schiffe bei anderen Werften bauen ließen.
James Readhead wurde 1922 zum erblichen Baronet, of Westoe in the Borough of South Shields in the County Palatine of Durham, erhoben. Ab 1926 begann man für Frank Strick, Schiffe zu bauen. Bis 1931 entstanden 44 Neubauten für den Eigentümer der Strick Line. Als Sir James Readhead, 1. Baronet, am 18. März 1930 im Alter von 77 Jahren starb, übernahm sein Sohn Sir James Halder Readhead, 2. Baronet, den Vorsitz der Gesellschaft. Im Jahr darauf entließ die Werft alle Angestellten bis auf die Lehrlinge und blieb bis 1936 aufgrund der Weltwirtschaftskrise geschlossen. Ab 1936 kam ein erster Auftrag über den Bau zweier Schiffe für die Strick Line herein, gefolgt von einer Order über fünf Schiffe für den Liniendienst der Bank Line, weiteren vier Schiffen für Strick und einem Trampschiff für Sir Arthur Sutherland.

### Zweiter Weltkrieg

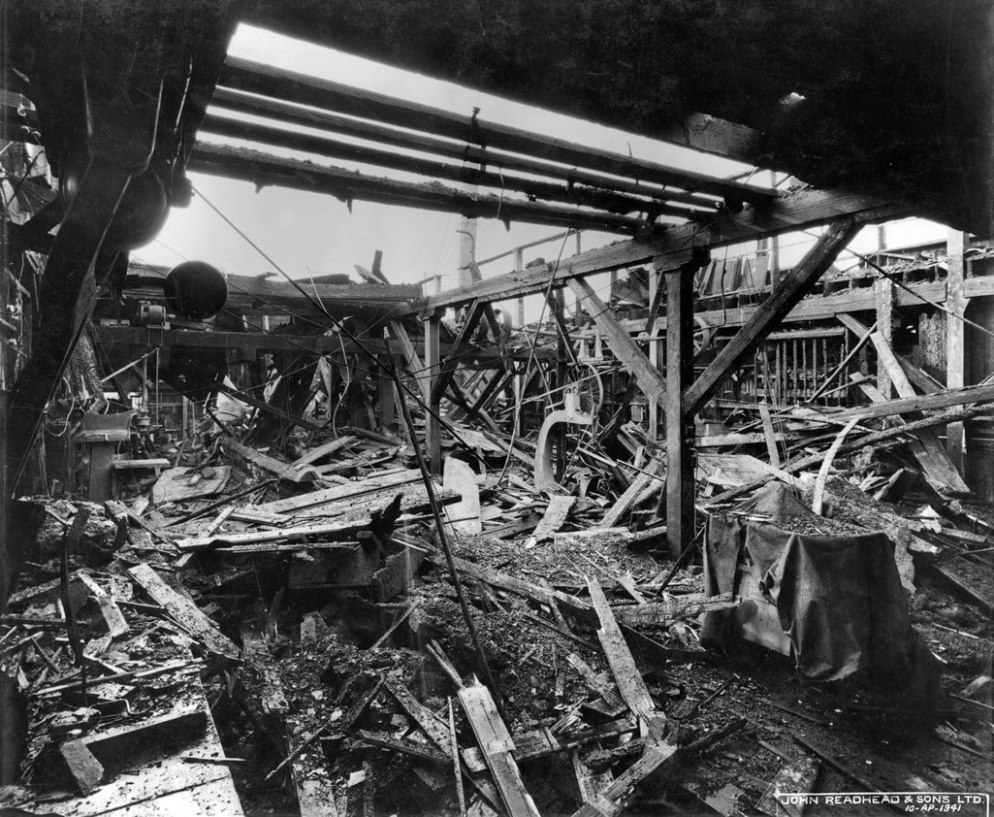
Bombenschäden 1941

1937 übernahm Readhead die alten Dockanlagen der Smiths Dock Company, was dazu führte, dass Neubau und Reparaturplatz der Werft getrennt wurden. Die Reparaturabteilung der Werft war als einziger Betriebsteil Readheads auch während der Wirtschaftskrise aktiv geblieben und hatte Geld erwirtschaftet. Auch im Zweiten Weltkrieg herrschte dort Hochbetrieb, da ständig Schiffe durch Kriegseinwirkungen beschädigt wurden. In der Nacht vom 9. auf den 10. April 1941 wurden die Tore des Docks No. 2 während eines deutschen Luftangriffs schwer beschädigt, was auch heute noch sichtbar ist. Sir James H. Readhead, 2. Baronet, starb 1940. Den Vorsitz übernahm Christopher Southall, Sir James Schwiegersohn Harold Towers wurde Geschäftsführer. Im Laufe der Kriegszeit entstanden 31 Trampschiffe, zwei besondere Reparaturschiffe für die Royal Navy, sowie zwei Küstentanker bei Readhead. zusätzlich konnten weitere sechs Schiffe für private Eigner gebaut werden.

### Nachkriegszeit

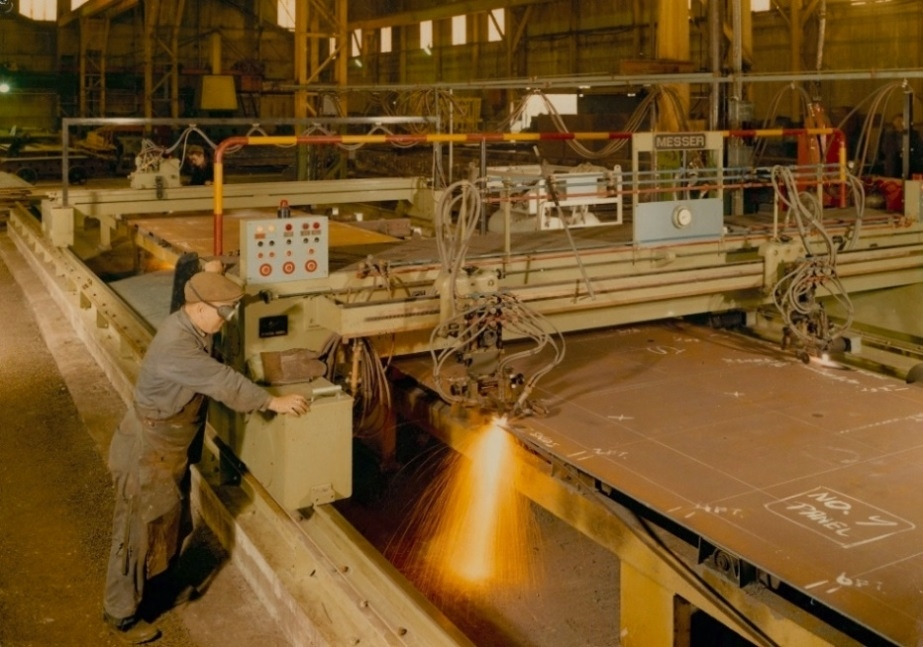
Stahlschnittarbeiten bei Readhead, 1963

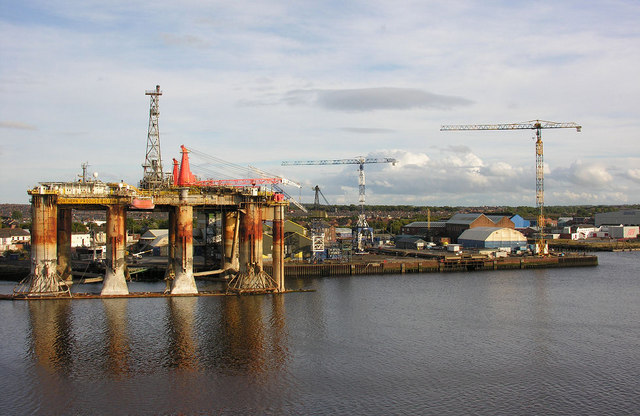
Arbeiten bei McNulty Marine (2007)

Zwischen 1945 und 1966 wurden 66 Linien- und Trampfrachtschiffe für bekannte Reedereien gebaut. In dieser Zeit entwickelte man einen neuen als strengthened raised quarter-decker (etwa: verstärkter und erhöhter Quarterdecker) bekannt gewordenen Schiffstyp. Der Entwurf mit achtern angeordneter Maschinenanlage zeichnete sich durch fünf verstärkte Laderäume aus, was ihn für Schüttgutladungen wie schwere Getreide oder Zucker besonders geeignet machte. Ab 1965 wurde die Werft grundlegend modernisiert, was zu weiteren Aufträgen führte. Der 1966 vorgelegte Geddes Report führte am 1. Januar 1968 schließlich zur Zusammenlegung mit Swan Hunter. Im Auftrag der British Railways entstanden im selben Jahr die ersten beiden in Großbritannien gebauten echten Containerschiffe auf der Werft, die Sea Freightliner I und Sea Freightliner II.
Am 1. Juli 1977 wurde die Werft in die staatliche British Shipbuilders Corporation eingegliedert. Unter der Ägide von British Shipbuilders konzentrierte sich die South Shields Werft im Verbund mit Tyne Shiprepair zunächst auf das Reparaturgeschäft, wurde 1982 aber geschlossen. Die Belegschaft von John Readhead and Sons pachtete die Werft aber zurück und öffnete die Werft wieder. Schon 1984 kam die Werft aber in finanzielle Schwierigkeiten und wurde von Tyne Dock Engineering Co. übernommen. Die ehemalige Werft wurde seitdem größtenteils abgebrochen, blieb aber weiterhin in Betrieb der Nordseeölfirma McNulty Marine, die sie für Umbauarbeiten nutzt.